# Cadle Monolith
Cadle Monolith är en bergstopp i Antarktis. Den ligger i Västantarktis. Argentina, Chile och Storbritannien gör anspråk på området. Toppen på Cadle Monolith är 26 meter över havet.
Terrängen runt Cadle Monolith är varierad. Trakten är obefolkad. Det finns inga samhällen i närheten.